# Skogsö kapell

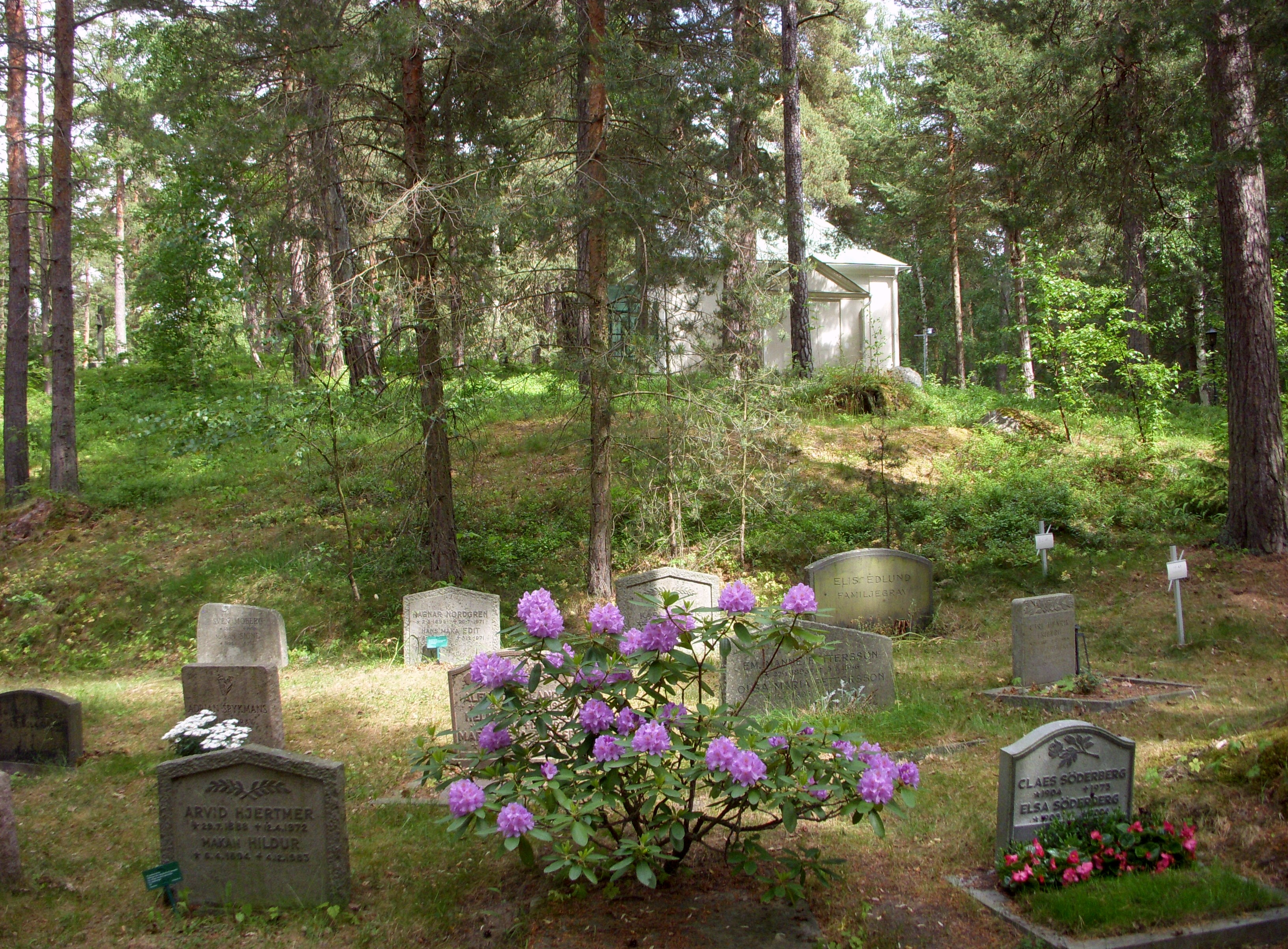
Saltsjöbadens kyrkogård, 2011.

Skogsö kapell är ett kapell som ligger på Skogsö kyrkogård och hör till Saltsjöbadens församling i Stockholms stift. Saltsjöbadens kyrkogård (även  Skogsö kyrkogård) är Saltsjöbadens församlings begravningsplats och ligger på halvön Skogsö vid Baggensstäket.

## Kyrkobyggnaden
Kapellet är murat och vilar på en hög sockel av granit. Det har ett smalare, rakt avslutat kor i väster och ett symmetriskt utformat vapenhus i öster med ingång för besökare. Fönstren är höga och rundbågiga och tre på vardera sidan. Yttertaket är format som en karnissvängd huv, krönt av en öppen lanternin med kors högst upp. Kapellets kupoltak såväl som korets och vapenhusets sadeltak är täckta med grön kopparplåt. Det panelade innertaket har ursprungliga dekormålningar av Filip Månsson. Det trånga koret har skrånande innerväggar och putsat innertak. Altaret står i en invändig, rundbågig nisch.
Kapellets golv är av mönsterlagt tegel, medan vapenhusets golv är av huggna kalkstensplattor.

## Historik
Saltsjöbadens kyrkogård anlades 1919-21 samtidigt som kapellet uppfördes. Allt utfördes efter ritningar av arkitekt Erik Bülow Hübe. Kapellet invigdes på Kristi Himmelsfärds dag den 5 maj 1921 och var från början enbart avsett som begravningskapell. Under ett halvsekel brukades det nästan enbart för jordfästningar. En invändig restaurering ägde rum 1986 då interiören målades i ljusare färger. 1991 genomfördes en mer genomgripande renovering då kapellets inredning anpassades för gudstjänster, dop, vigslar och andra kyrkliga sammankomster.

## Inventarier
- Altarfront, predikstol, dopfunt, psalmtavla och orgel är samtliga från 1991. De är utformade och dekorerade av konstnär Gunvor Westelius.
- Ett stort träkrucifix hänger över altaret. Krucifixet är tillskuret av bildhuggaren August Filip Pettersson.
- En ljusbärare som symboliserar livets träd är formgiven år 1996 av Elwing Brask i Haninge kommun.

## Kyrkomiljön
- Klockstapeln strax öster om kapellet är en öppen klockbock av trä och är ritad av Erik Bülow-Hübe. Ursprungligen var det tänkt att klockan skulle hänga i kapellets lanternin, men på grund av risken för att klockringningen skulle orsaka sprickor i kapellet lät man uppföra en fristående klockstapel.
- En minneslund tillkom 1972 vid kyrkogårdens östra del.
- Längre norrut på samma halvö ligger Boo gamla kyrkogård.
- Vid Baggensstäket finns resterna efter Stäket redutt.